# Antonio Manganelli
Antonio Manganelli (Avellino, 8 dicembre 1950 – Roma, 20 marzo 2013) è stato un poliziotto, prefetto e dirigente pubblico italiano.
Dal 25 giugno 2007, fino alla sua morte, è stato capo della polizia.

## Biografia
Dopo la laurea in giurisprudenza presso l'Università degli Studi di Napoli, si specializzò in criminologia clinica presso l'Università di Modena. Numero due del vicequestore Gianni De Gennaro all'interno del nucleo anticrimine della Polizia di Stato negli anni ottanta del XX secolo, collaborò anche con i magistrati Giovanni Falcone e Paolo Borsellino soprattutto nella gestione dei collaboratori di giustizia Tommaso Buscetta, Francesco Marino Mannoia, Gaspare Mutolo e Leonardo Messina.
Nel 1991 divenne dirigente della I^ divisione dello SCO (Servizio Centrale Operativo) e, in tale veste, condusse le indagini che portarono all'arresto di latitanti mafiosi di primo piano, tra cui Pietro Vernengo, Giuseppe Lucchese, Giuseppe “Piddu” Madonia, Nitto Santapaola, Pietro Aglieri e Umberto Ammaturo.  Dal 1997 fu questore a Palermo e, dal 1999, a Napoli.
Divenuto prefetto nel 2000, fu nominato direttore centrale della Polizia criminale (Criminalpol) e vice direttore generale della pubblica sicurezza, incarico nel quale dal 2001 assunse le funzioni vicarie dell'allora capo della polizia Gianni De Gennaro. Il Consiglio dei ministri lo nominò capo della polizia il 25 giugno 2007. Docente di tecnica di polizia giudiziaria all'Istituto Superiore di Polizia, pubblicò saggi in materia di tecnica investigativa e sequestri di persona. Il 25 giugno 2010 aveva ricevuto la cittadinanza onoraria di Palermo.
Il 6 luglio 2012, il giorno dopo il verdetto della Corte di cassazione sui fatti della scuola Diaz, Antonio Manganelli ha presentato delle "scuse" per questi fatti: "Ora, di fronte al giudicato penale, è chiaramente il momento delle scuse. Ai cittadini che hanno subito danni ed anche a quelli che, avendo fiducia nell'istituzione-polizia, l'hanno vista in difficoltà per qualche comportamento errato ed esigono sempre maggiore professionalità ed efficienza".

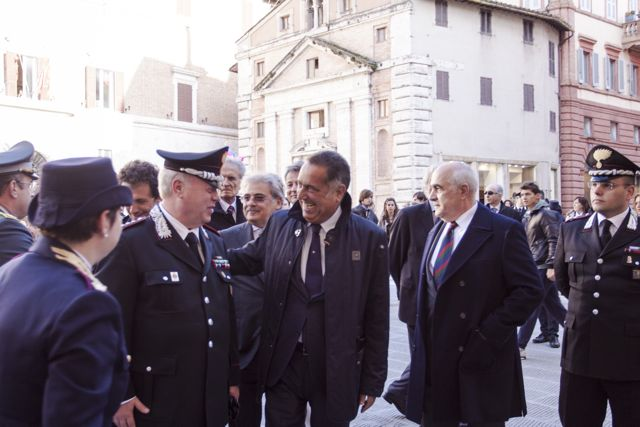
Antonio Manganelli al Festival internazionale del giornalismo a Perugia nel 2012.

### Problemi di salute e morte
Nel 2011 gli venne diagnosticato un tumore al polmone e si curò a Houston, negli Stati Uniti. Nel pomeriggio del 24 febbraio 2013 fu ricoverato d'urgenza all'ospedale San Giovanni Addolorata di Roma e sottoposto a intervento chirurgico per la decompressione di un edema cerebrale conseguente a un'emorragia cerebrale, con successivo ricovero in terapia intensiva dove rimase in coma farmacologico. È morto per complicazioni date da un'infezione respiratoria la mattina del 20 marzo 2013. Il 23 marzo sono stati celebrati i funerali di Stato nella basilica di Santa Maria degli Angeli e dei Martiri.

## Pubblicazioni
Nel 2007 ha pubblicato il volume "Investigare. Manuale pratico delle tecniche di indagine", insieme a Franco Gabrielli, per CEDAM.
Durante il soggiorno a Houston, nel maggio del 2012, maturò il proposito di scrivere un'autobiografia, che diventò quasi naturalmente un romanzo, come ricorda lo stesso Manganelli nella nota introduttiva dell'8 dicembre.
Il volume, pubblicato da Rizzoli nell'aprile del 2013, con il titolo "Il sangue non sbaglia", il 13 maggio è stato presentato a Palazzo Giustiniani, dal presidente del Senato Pietro Grasso.

## Edifici alla sua memoria

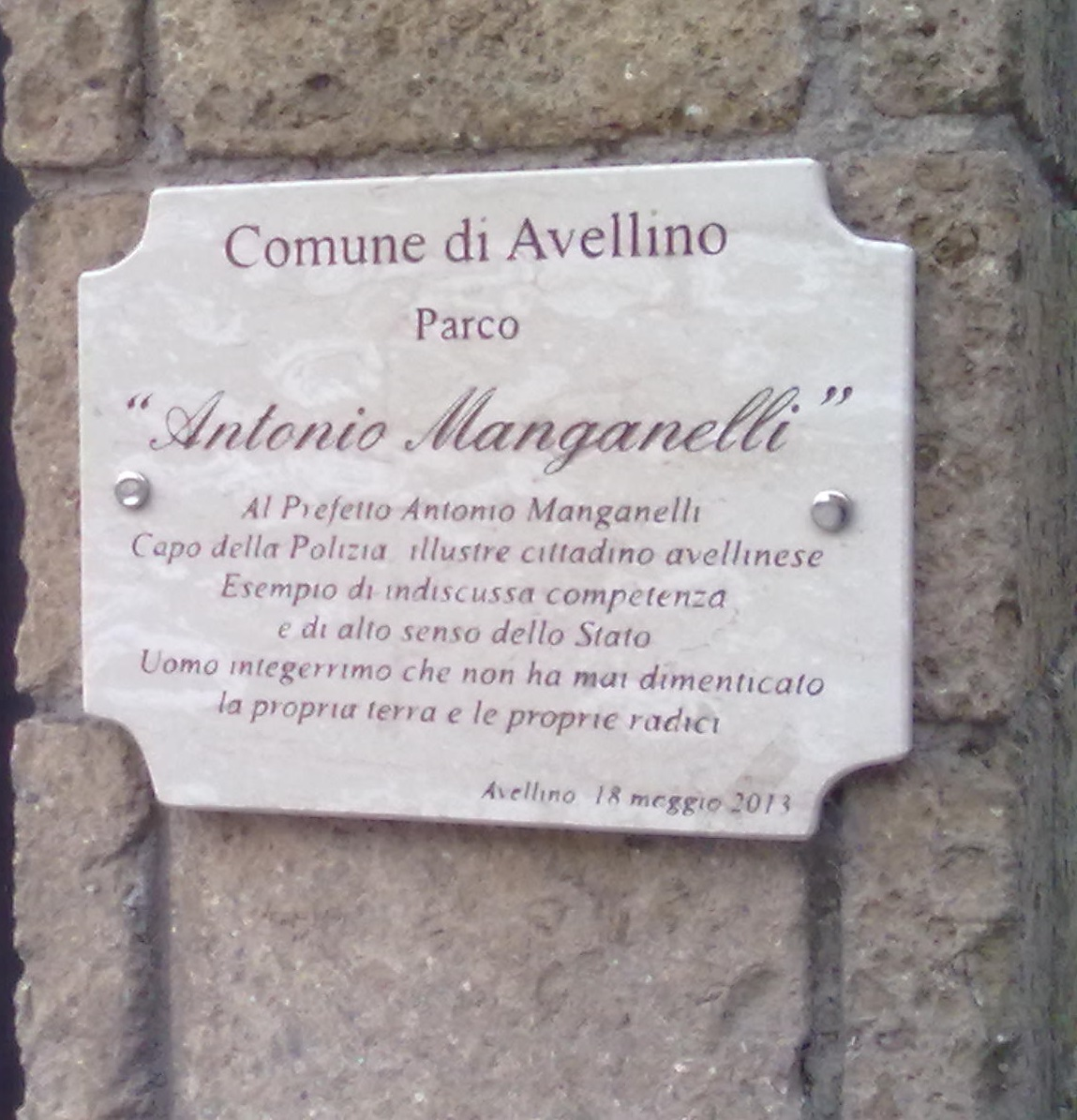
Targa in memoria di Manganelli ad Avellino

Alla sua memoria è stata dedicata una palestra delle Fiamme Oro "sezione di pugilato" a Marcianise, la prima in Italia situata in una scuola, nel liceo scientifico e classico Federico Quercia. Nella palestra è situato un busto in bronzo del prefetto. Il 18 maggio 2013, invece, gli è stato intitolato il "Parco di Santo Spirito" ad Avellino, città della quale era originario.
Alla memoria di Manganelli è intitolato il piazzale con il belvedere antistante l'abbazia di San Michele Arcangelo di Arcevia.
Alla sua memoria, la città di Avellino, il 18 maggio 2013, gli ha intitolato un parco urbano di oltre 120.000 m²